# Bataille du Texel (1694)
Pour les articles homonymes, voir Bataille du Texel.
 (décembre 2011).
Guerre de la Ligue d'Augsbourg
Batailles
- Philippsbourg (1688)
- Sac du Palatinat (1689)
- Baie de Bantry (1689)
- Mayence (1689)
- Walcourt (1689)
- Fleurus (1690)
- Cap Béveziers (1690)
- La Boyne (1690)
- Limerick (1690)
- Staffarda (1690)
- Québec (1690)
- Coni (1691)
- Mons (1691)
- Leuze (1691)
- Aughrim (1691)
- La Hougue (1692)
- Namur (1692)
- Steinkerque (1692)
- Lagos (1693)
- Neerwinden (1693)
- La Marsaille (1693)
- Charleroi (1693)
- Saint-Malo (1693)
- Rivière Ter (1694)
- Palamós (1694)
- Camaret (1694)
- Texel (1694)
- Dieppe (1694)
- Bruxelles (1695)
- Namur (1695)
- Dogger Bank (1696)
- Carthagène (1697)
- Barcelone (1697)
- Baie d'Hudson (1697)

La bataille du Texel est une bataille navale qui a lieu le 29 juin 1694, au large de l'île néerlandaise du Texel, pendant la guerre de la Ligue d'Augsbourg.
Elle oppose une petite escadre de corsaires dunkerquois commandée par Jean Bart à un groupe de navires de guerre hollandais commandé par le contre-amiral Hydde de Vries. L'enjeu est de reprendre une flottille de 170 navires chargés de blé, flottille précédemment capturée par les Hollandais. Jean Bart parvient à reprendre les navires. L'amiral de Vries est blessé et fait prisonnier. Il succombera à ses blessures.

## Le contexte
En 1694, le peuple de France a faim : le blé manque et les spéculateurs le cachent. Le roi achète bien du blé russe et polonais, mais les ennemis l'interceptent souvent, et les navires danois et suédois, payés pour le protéger, ne montrent aucune combativité pour le défendre, quand encore ils ne le vendent pas.
Affamer la France est bien un but de guerre conscient. Le contre-amiral de Vries avait ordre d'intercepter tout navire chargé de blé se rendant en France, comme il l'indiquera à Jean Bart « Je vous dirai seulement que le contre-amiral  m'a dit qu'il avait reçu ordre du prince d'Orange d'arrêter et d'envoyer en Hollande tous les vaisseaux chargés de grains qu'il trouverait venir en France. »

## Navires engagés
La liste ci-dessous reproduit l'ordre de bataille de deux flottes. L'un des vaisseaux hollandais n'a donc pas de vis-à-vis dans l'escadre de Jean Bart. 

## Le combat
Jean Bart reçoit les ordres d'aller au-devant de la flotte qui transporte ce blé, et la convoyer lui-même. Les Français se doutent que le convoi va être attaqué. 
Le 29 juin 1694, à trois heures du matin, Jean Bart rencontre une flotte de soixante voiles, qui se dirige vers l'île néerlandaise de Texel escortée par des vaisseaux de guerre. Il peut donc supposer, sans certitude absolue, que l'attaque a déjà eu lieu, et la flottille est déjà prisonnière des Hollandais. Il ne s'agit donc plus de l'accompagner, mais de la reprendre. 

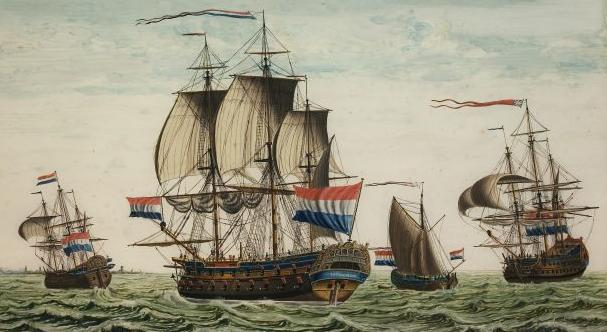
Prins Friso, le navire de l'amiral de Vries

Huit navires de guerre hollandais lui font escorte, totalisant 388 canons. Parmi eux, le Prince de Frise, sur lequel flotte le pavillon du contre-amiral Hidde de Vries en personne. En face, les Français n'alignent que 330 canons sur neuf navires, dont une corvette peu armée et deux flûtes conçues pour le transport de pondéreux et non pour le combat naval. 
Jean Bart réunit ses capitaines en conseil de guerre, signe que l'entreprise est très risquée. Ils sont unanimes : s'il s'avère que la flotte est bien chargée de blé, et dans ce cas seulement, on prendra tous les risques pour le pain de la France. De Chamblaye, commandant de « la barque longue », entreprend une délicate mission de renseignement. Il passe sous le canon des Hollandais, dont il essuie tout le feu, parvient à interroger un marchand, et vient rapporter à Jean Bart que cette flotte était celle de Hecker, qu'elle faisait voile vers Dunkerque; que le jour auparavant elle avait rencontré l'escadre hollandaise, qui s'en était emparé en remplaçant les capitaines d'une partie des vaisseaux les plus importants par des Hollandais, et l'obligeait ainsi à faire la route du Texel.
Dans ces conditions, les capitaines sont unanimes, l'attaque est décidée, on va même la brusquer, puisque les Hollandais sont maintenant au courant du danger.
Jean Bart prend quand même le temps de transférer un équipage corsaire sur le Portefaix, modeste navire de charge, qui va mener avec courage la mission d'« occuper » un des navires de guerre que les Hollandais ont en plus. Jean Bart raconte :
« Pour n'être point embarrassé par le nombre, je jugeai à propos de donner le commandement du "Portefaix" au sieur de la Bruyère, premier lieutenant du "Maure" pour occuper un des vaisseaux que les ennemis avaient du plus que nous, et lui fis un équipage de 120 hommes, qui furent tirés de ceux de l'autre flûte et de la barque longue. Le temps qu'il fut à s'apprêter donna aux ennemis celui de s'élever un peu au vent, parce que nous restâmes toujours en panne. Le "Portefaix" se trouvait sous le vent de mon escadre, celle des ennemis revira, et une partie coupa entre la flûte et nous. Le sieur de la Bruyère prit le parti qu'il devait sans s'en étonner, fit servir en même temps que moi, passa entre le second et le troisième, essuya les bordées de quatre avec fermeté, et vint chercher son poste ; j'arrivai ensuite sur les ennemis. »
Le transbordement de 120 hommes a pris du temps, un temps que les Hollandais ont mis à profit.
Le corsaire dunkerquois donne l'ordre de l'abordage. Il se réserve le commandement du Maure, et l'abordage du Prince de Frise. Cela tombe bien, car le navire amiral fait manœuvre vers le Maure, indice que de Vries s'est réservé Jean Bart. Il ne faut donc guère s'attendre à la fréquente reddition sans combat qui suit les abordages. Il s'agit d'une mission régulière et non d'une affaire de caprerie. Jean Bart s'attend donc à être payé par le roi quand le roi aura de l'argent, et il en a rarement.
Jean Bart fait aborder le Prince de Frise. Pendant une demi-heure, le temps du combat, 600 à 700 hommes s'entretuent sur ce seul navire. Au total, 300 Hollandais sont tués ou blessés ; les Français ont de la chance : ils n'ont que 3 tués et 27 blessés sur le navire amiral, 16 tués et environ 50 blessés au total. Deux autres navires hollandais sont abordés de la même façon, les cinq autres parviennent à prendre la fuite. Les trois frégates danoises et suédoises qui étaient censées assurer la protection du convoi de blé assistent à la bataille en spectatrices.

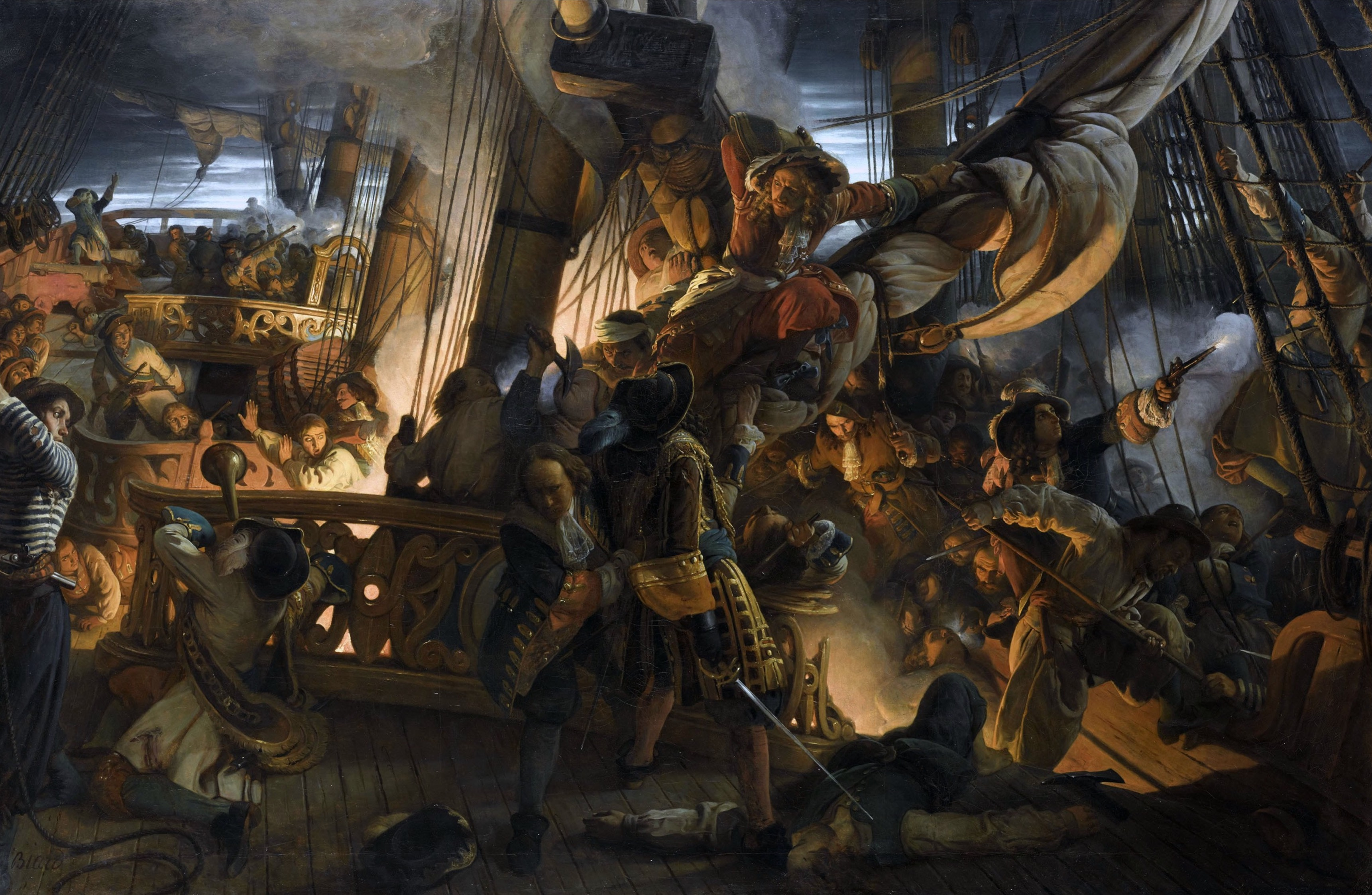
Abordage d'un vaisseau hollandais par Jean Bart, le 29 juin 1694, huile sur toile de François-Auguste Biard, Louvre, 1843

Entre autres blessures, l'amiral de Vries a eu un œil crevé d'un coup de pic alors qu'il tentait de défendre le pavillon-amiral. Il est conduit à Dunkerque, où il faut l'amputer d'un bras. Le barbier l'anesthésie à la corsaire, d'une bonne rasade d'eau de vie. L'horrible opération ne sauve pas le malheureux officier, mais il estime que son honneur est sauf, car il a été vaincu par des héros, et il meurt heureux, le 1er juillet 1694, en déclarant qu'il n'a jamais été à si belle fête.[réf. nécessaire]
Les navires impressionnent, tous groupés à l'entrée du port de Dunkerque, ce qui amplifie les effets militaires de la bataille du Texel, et fait sortir des greniers le blé des spéculateurs, dont le prix chute de 30 à 3 deniers le boisseau. La France est sauvée de la famine.
Jean Bart envoie son fils François-Cornil porter à Versailles la nouvelle de la victoire ainsi que le pavillon-amiral de l'infortuné de Vries. Le jeune homme court, glisse sur le parquet ciré, tombe (presque) dans les bras du Roi, qui s'écrie en riant : « Messieurs Bart sont meilleurs marins qu'écuyers ». Jean Bart est anobli, il est même payé.

## Les suites du combat

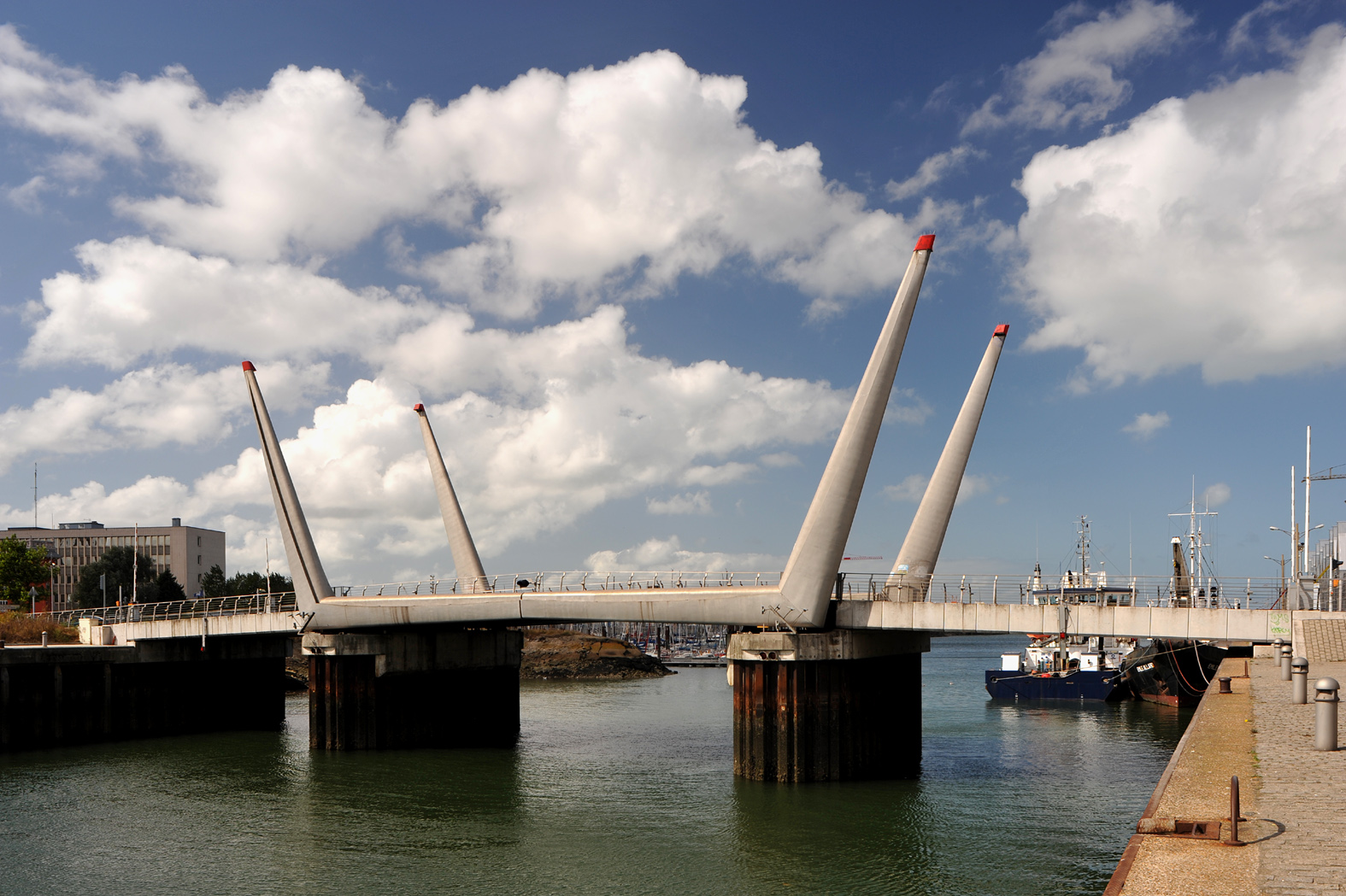
Pont de la bataille du Texel dans le port de Dunkerque

La bataille du Texel est, pour Dunkerque, ses corsaires, et tous ses habitants, un sujet de fierté. L'enjeu n'était pas un territoire ou une vaine gloire. C'est pour le pain de la France que l'on s'est battu, on tient à le souligner dans le petit peuple qui vit difficilement.
C'est aussi le début d'un immense respect du Roi pour Jean Bart et, à travers lui, pour Dunkerque.
On peut dire que c'est la bataille du Texel qui rattache vraiment, par les liens du cœur, Dunkerque à la France, alors même que cette ville très disputée avait changé de mains de multiples fois, et que les intérêts ne convergeaient que laborieusement entre le corsaire dunkerquois et les autorités maritimes françaises.

## Sources et bibliographie
- Léon Guérin, Histoire maritime de France sur Google Livres, 1851
- Jean-Luc Porhel et Catherine Lesage, Dunkerque, Joué-lès-Tours, A. Sutton, coll. « Mémoire en images », 1997, 127 p. (ISBN 978-2-842-53073-0) ; l'auteur a été Directeur des Archives municipales de Dunkerque
- Jean Luc Porhel, Fortunes de mer sur les bancs de Flandres, 1987, contient le récit de tous les naufrages documentés
- Armel de Wisme, Jean Bart et la guerre de course, 1973, éditions Gallimard, collection Archives
- Visages de corsaires, par Roger Vercel ; Albin Michel
- Jean Bart, par Jacques Duquesne ; 2002 ; Le Seuil
- Patrick Villiers
  - Les corsaires du littoral, Dunkerque, Calais, Boulogne, de Philippe II à Louis XIV (1568-1713) , Presses Universitaires du Septentrion, 2000.
  - Les combats de Jean Bart, Ancre, Nice, mars 2017, 145p.  (ISBN 979-10-96873-10-4).
- Alain Cabanton et Jacky Messiean, Gens de mer à Dunkerque aux 17e et 18e siècles
- Henri Malo, Les corsaires dunkerquois et Jean Bart de 1662 à 1702 ; La grande guerre des corsaires - Dunkerque, 1925, Paris, Émile Paul
- Jean Meyer et Martine Acerra, Histoire de la marine française : des origines à nos jours, Rennes, Ouest-France, 1994, 427 p. [détail de l’édition] (ISBN 2-7373-1129-2, BNF 35734655)
- Michel Vergé-Franceschi (dir.), Dictionnaire d'Histoire maritime, éditions Robert Laffont, coll. « Bouquins », 2002
- Guy Le Moing, Les 600 plus grandes batailles navales de l'Histoire, Rennes, Marines Éditions, mai 2011, 620 p. (ISBN 9782357430778)